# Piccole crepe, grossi guai
Piccole crepe, grossi guai (Dans la cour) è un film del 2014 diretto da Pierre Salvadori, con Catherine Deneuve nel ruolo della protagonista, Mathilde.

## Trama
Antoine, musicista quarantenne, decide di lasciare la musica e diventa portinaio di un condominio parigino. Nel variegato mondo degli inquilini spicca Mathilde, sposata a Serge, non troppo felicemente, che da tempo è ossessionata da una piccola crepa nella parete del suo appartamento che, secondo lei, potrebbe minacciare la stabilità dell'intero edificio.

## Riconoscimenti
- 2015 - Premio César
  - Candidato per Migliore attrice protagonista a Catherine Deneuve